# Achelia latifrons
Achelia latifrons is een zeespin uit de familie Ammotheidae. De soort behoort tot het geslacht Achelia. Ze werd in 1904 voor het eerst wetenschappelijk beschreven door Leon Jacob Cole, die ze indeelde bij het geslacht Ammothea.
De soort werd in 1897 ontdekt nabij het eiland  Saint Paul in de Beringzee.